# Schaltschema

Vierganggetriebe mit H-Schaltung

Die Position der Gänge am Schalthebel und die Wege dazwischen werden als  Schaltschema bezeichnet. Das Schaltschema spiegelt die Anordnung der Gangräder und Schaltgabeln auf den Schaltstangen (Kulissen) eines Fahrzeuggetriebes wider. 
Man unterscheidet zwischen sequentieller Schaltung und Kulissenschaltung, bei der Kulissenschaltung wiederum zwischen H- und Z-Schaltung.
Bei der H-Schaltung bilden die Schaltwege die Form des Großbuchstabens „H“, bei der Z-Schaltung die Form eines „Z“ (mit Querstrich).
Beispiele:

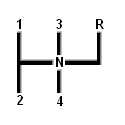
H-Schaltung
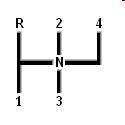
Z-Schaltung

Typisch für historische Fahrzeuge mit Z-Schaltung ist ein unsynchronisierter I. Gang mit gradeverzahntem Schieberad. Der Rückwärtsgang liegt dem I. gegenüber und wird über das gleiche Schieberad geschaltet.